# Pàncrates d'Atenes
Pàncrates (grec antic: Παγκράτης, llatí: Pancrates) fou un filòsof cínic grec que va viure a la primera meitat del segle ii, en temps d'Hadrià i dels Antonins.
Filòstrat d'Atenes explica que quan el conegut sofista Lol·lià estava en perill de ser apedregat pels atenesos en un aldarull per causa del pa, Pàncrates va aturar a les masses dient que Lol·lià no era un comerciant de pa (ἀρτοπώλης) sinó un comerciant de paraules (λογοπώλης). Alcífron també l'esmenta en les seves cartes fictícies.